# Nejat İşler
Nejat İşler (né le 28 février 1972 à Karacasu dans la province de Bolu) est un acteur de cinéma et de théâtre turc.

## Biographie
Après s'être inscrit à l'Université technologique Yildiz  (faculté de photographie), il a ensuite été inscrit à l'Université des Beaux-Arts Mimar-Sinan, conservatoire d'État, faculté dont il a été diplômé en 1995.

## Distinctions
- nommé comme Meilleur acteur pour son rôle dans Barda et également son rôle dans Yumurta aux 1ers Yesilcam Awards en 2008.

- nommé comme Meilleur acteur pour son rôle dans Yumurta aux 40es Turkish Film Critics Association (SIYAD) Turkish Movies Awards, en 2007.

- vainqueur du Prix du Meilleur acteur au 10es Sadri Alisik Theatre Awards, en 2006.

## Filmographie

### Films
- 2004 : Mustafa Hakkında Her Şey de Çağan Irmak : Fikret
- 2005 : Contes d'İstanbul de Kudret Sabanci : Ramazan
- 2005 : Otkradnati ochi de Radoslav Spassov : Bratat, le frère
- 2006 : 2 Süper Film Birden de Murat Seker : Refik Bey
- 2007 : Barda de Serdar Akar : Selim
- 2007 : Yumurta de Semih Kaplanoglu : Yusuf
- 2007 : De l'autre côté de Fatih Akin : le commissaire
- 2009 : Les Collections de Mithat Bey de Pelin Esmer : Ali
- 2010 : Ejder kapani de Ugur Yücel : Ensar
- 2010 : Siyah beyaz de Ahmet Boyacioglu : le docteur
- 2011 : Çinar agaci de Ahmet Boyacioglu : Yagiz
- 2011 : Kaybedenler kulübü de Tolga Örnek : Yagiz
- 2013 : Winter Sleep (Kış Uykusu) de Nuri Bilge Ceylan : Ismail

## Prix
- 2005 - 1. Beyaz İnci Ödülleri "En İyi Erkek Oyuncu - Macera" (kazandı), "En İyi Erkek Oyuncu - Dram" (aday)
- 2005 - 12. ÇASOD En İyi Oyuncu Ödülleri "En İyi Erkek Oyuncu" (kazandı)
- 2004 - 41. Antalya Altın Portakal Film Festivali "En İyi Erkek Oyuncu" (aday)